# Harpagozoon
Harpagozoon is een mosdiertjesgeslacht uit de familie van de Lekythoporidae en de orde Cheilostomatida. De wetenschappelijke naam ervan is in 2009 voor het eerst geldig gepubliceerd door Gordon.

## Soorten
- Harpagozoon dissidens (Gordon & d'Hondt, 1997)
- Harpagozoon minutus (Gordon, 1989)